# 1709 Ukraina
1709 Ukraina è un asteroide della fascia principale. Scoperto nel 1925, presenta un'orbita caratterizzata da un semiasse maggiore pari a 2,3785896 UA e da un'eccentricità di 0,2131530, inclinata di 7,56913° rispetto all'eclittica.
L'asteroide è dedicato all'Ucraina.